# Aquarium public
Pour les articles homonymes, voir Aquarium (homonymie).
Ne doit pas être confondu avec Parc de loisirs.

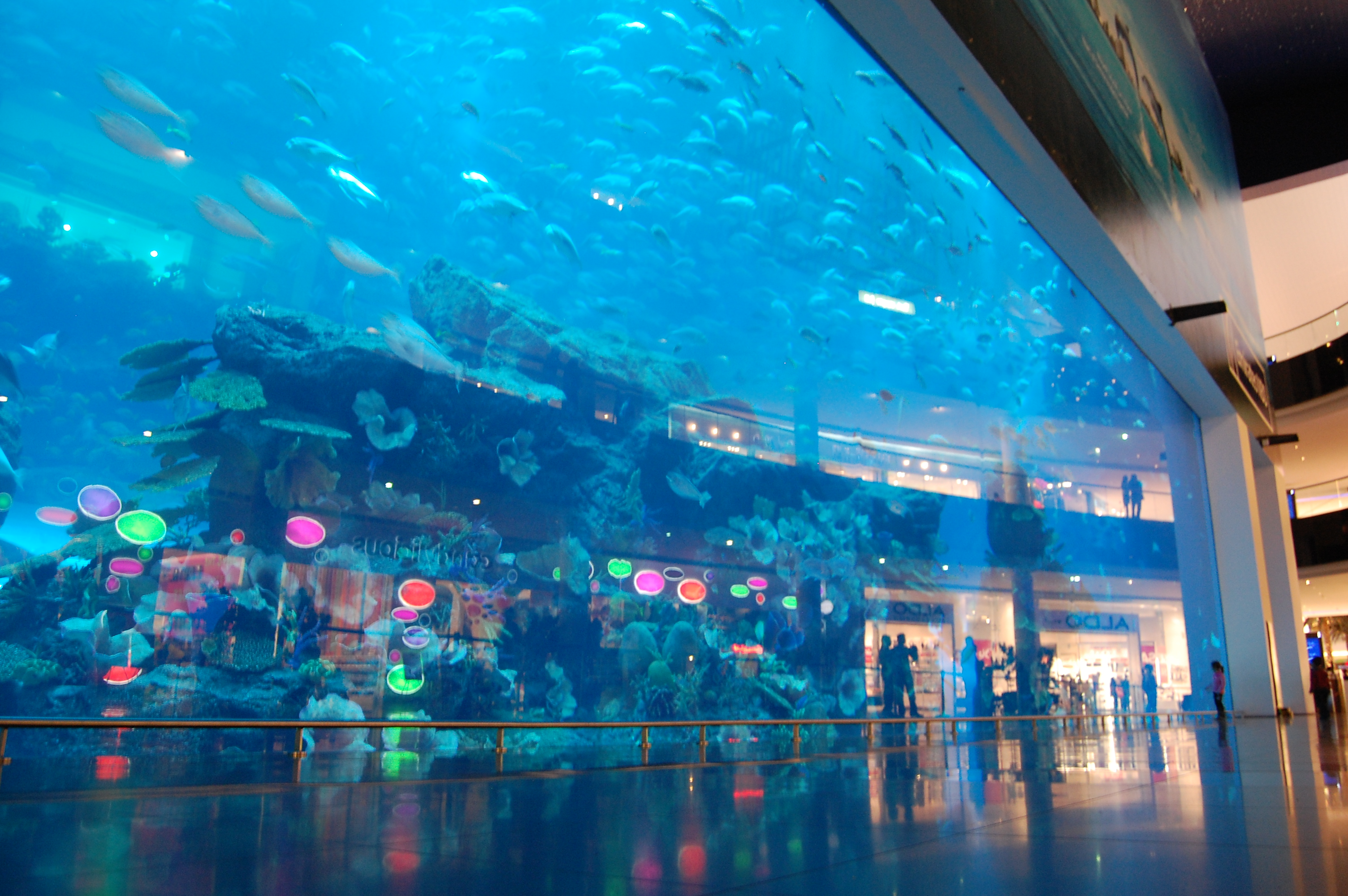
Dubai Mall Aquarium.

Un aquarium public est un établissement ouvert au public pour l'observation des espèces aquatiques dans des aquariums exposés dans un but commercial ou éducatif.
Certains aquariums se sont spécialisés dans la présentation d'espèces d'eau douce, d'autres dans l'exhibition d'espèces d'eau de mer.
Un aquarium public peut être aussi une partie de jardin zoologique ou de musée scientifique (musée océanographique, musée d'histoire naturelle, …).

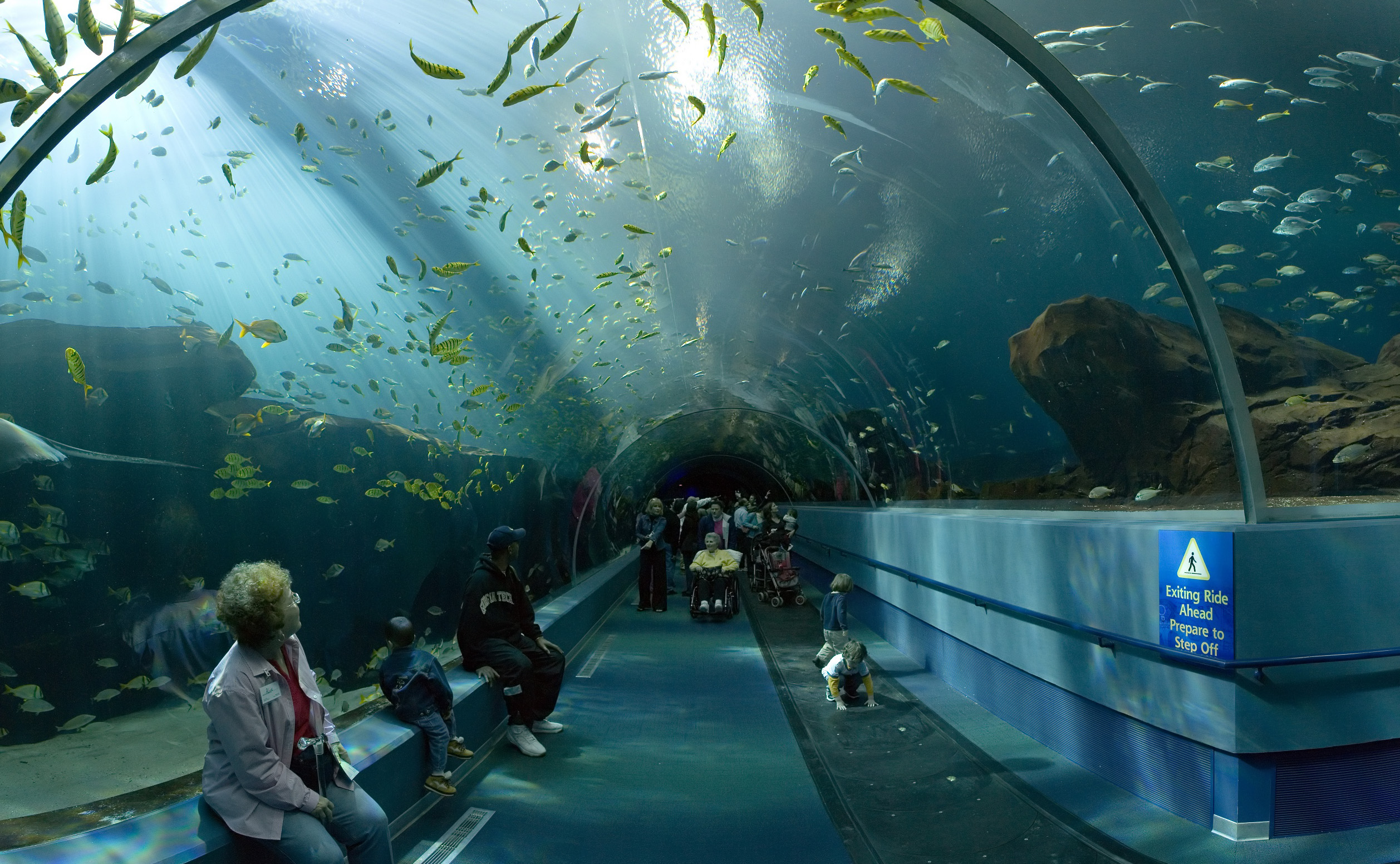
Aquarium de Georgie à Atlanta aux États-Unis.

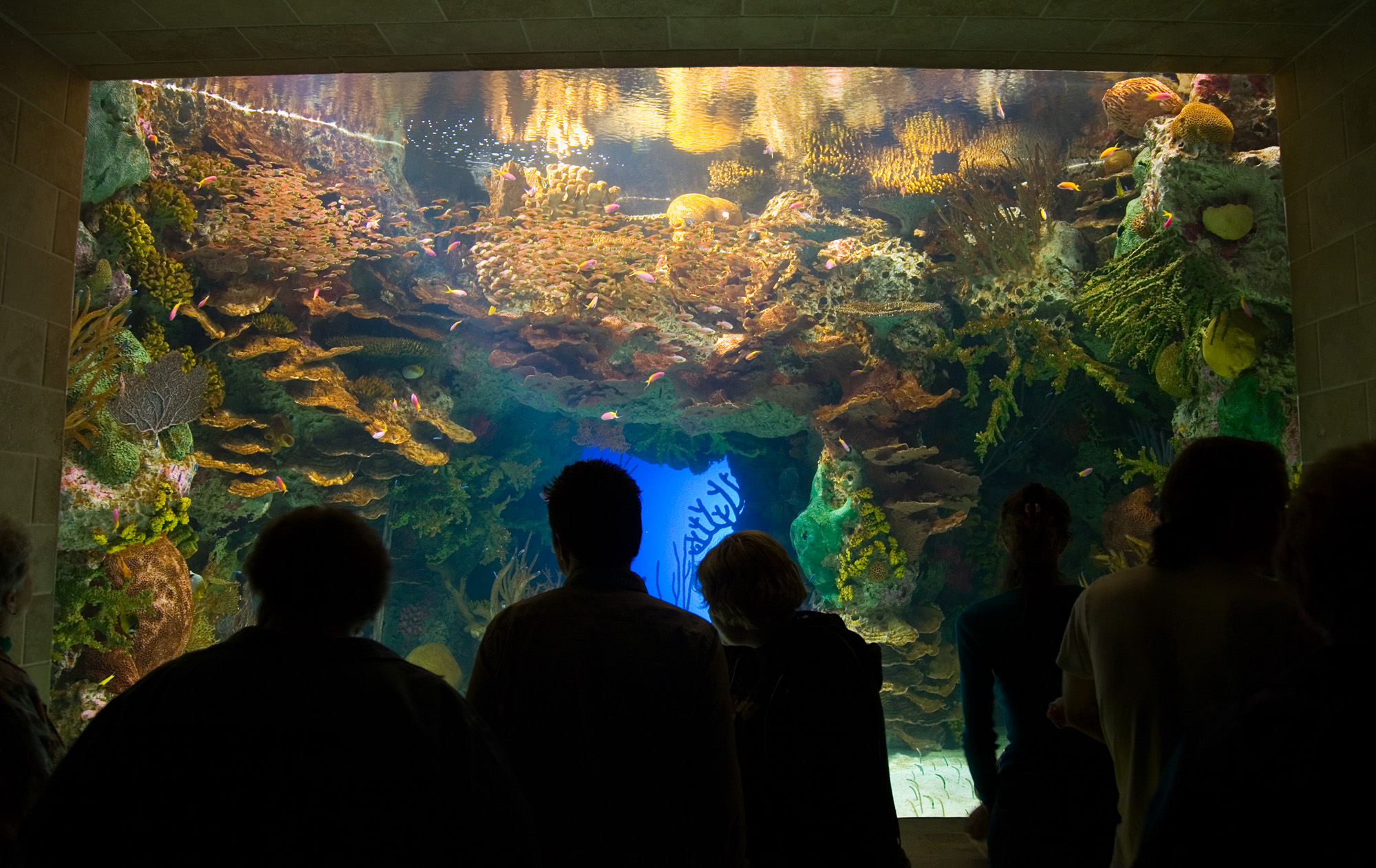
Aquarium de Georgie à Atlanta aux États-Unis.

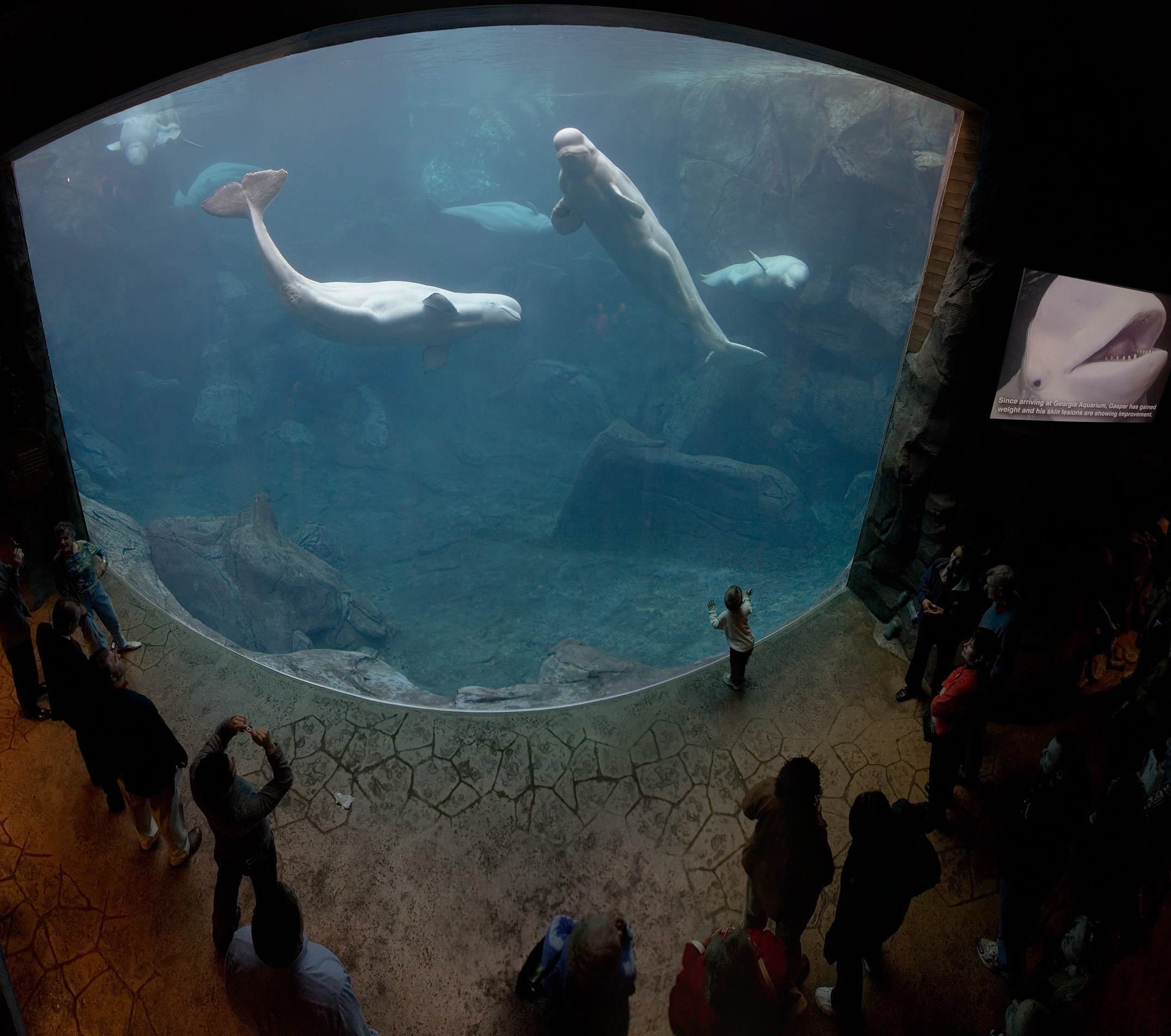
Aquarium de Georgie à Atlanta aux États-Unis.

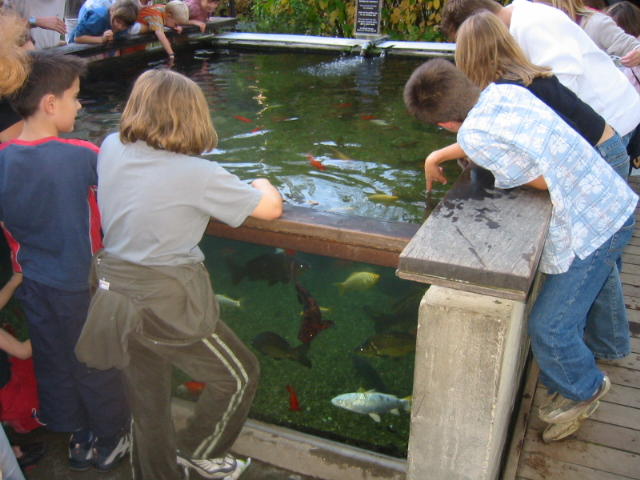
Aquarium extérieur de la Citadelle de Besançon.

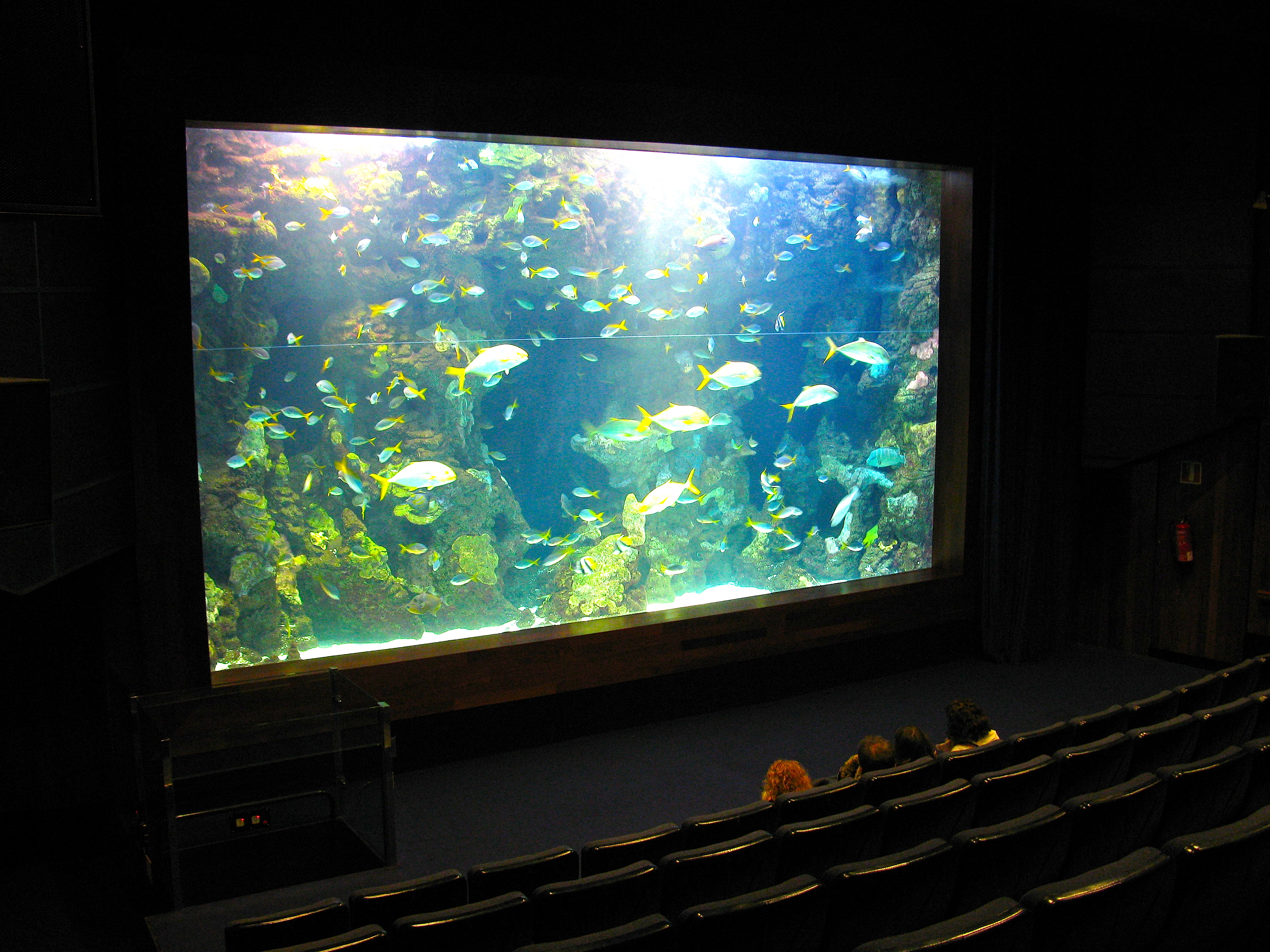
Bassin de la salle de cinéma de l'aquarium de Donostia-Saint-Sébastien (Pays basque espagnol): lors des projections on abaisse l'écran.

## Généralité
Les aquariums publics se sont développés sur le même modèle : des galeries de bassins de taille variable, conçues comme des fenêtres ouvertes sur le monde aquatique. La plupart des aquariums publics comportent un certain nombre de petits réservoirs et un ou plusieurs bassins plus grands. Les plus grands bassins peuvent contenir plusieurs millions de litres d'eau et peuvent loger de grandes espèces, comme les dauphins ou les requins . Des mammifères marins et des oiseaux de mer, comme des otaries et des manchots, peuvent également être présentés par les aquariums publics.
La technologie et les connaissances sur les divers groupes d'organismes aquatiques permettent, aujourd'hui, de répartir les espèces hébergées dans un aquarium à l'égard de leurs habitudes, de leurs caractéristiques et de leurs besoins.
Certains aquariums, tournés vers l'éthique, s'orientent en priorité vers les espèces qui sont territoriales, en essayant de leur donner suffisamment d'espace pour se mouvoir, celles qui sont les plus adaptées à la captivité et qui n'ont pas de besoins nutritionnels spéciaux.
Il est ainsi possible de répondre aux besoins ancestraux des êtres humains de voir des animaux vivants, mais en même temps d'assurer, aux animaux présentés, des conditions de vie aussi proches que possible de celles trouvées dans la nature.
Les aquariums doivent être ouverts à un public de tous horizons (local, régional et national, voire international). Pour ce faire, les aquariums publics présentent des animaux venus du monde entier et originaires des eaux et milieux aquatiques des cinq continents et océans du globe.
Mais cela n'est pas suffisant comme but pour un aquarium contemporain. Aujourd'hui, le rôle d'un aquarium public est également d'être un intermédiaire entre la science et le grand public, au moyen d'une approche pédagogique particulièrement riche en idées et en suggestions qui, appuyée par une conception didactique, permet d'attirer, de sensibiliser, d'informer, de documenter, de divertir les visiteurs. Les aquariums publics peuvent tout simplement éduquer le public d'une manière récréative.
En direction des générations futures, certains aquariums élaborent, plus particulièrement, des programmes pédagogiques pour les écoles, adaptés au niveau d'études des enfants.
De même que les parcs zoologiques, les aquariums publics ont généralement du personnel de recherche spécialisé qui étudie les habitudes et la biologie de leurs spécimens.

## Description
Techniquement, un aquarium public est semblable à un zoo ou à un musée. Un bon aquarium aura des expositions spéciales et temporaires pour attirer les visiteurs, ainsi qu'une collection permanente. En outre comme pour les zoos de renom, les aquariums ont habituellement des chercheurs qui étudient les habitudes écologiques, les mœurs et la vie des espèces présentées pour mieux connaître leurs besoins biologiques afin de tenter d'améliorer l'acclimatation, la longévité et la reproduction des spécimens en captivité. Ces dernières années, les grands aquariums avaient essayé d'acquérir et d'augmenter les diverses espèces de poissons des océans, ainsi que des méduses, une tâche difficile puisque ces créatures pélagiques n'ont pas la notion de limites comme les parois d'un réservoir et n'ont donc pas l'instinct de les contourner.
Les aquariums panoramiques permettent de présenter les écosystèmes marins reconstitués dans de grands bassins où les poissons évoluent en bancs et les récifs coralliens sont vivants.
Les passages en tunnels de plusieurs dizaines de mètres de long donnent vraiment aux visiteurs l'illusion d'être au fond de la mer.
Certains aquariums publics disposent de bassins tactiles (où les visiteurs peuvent toucher la peau des poissons qui passent devant eux) qui constituent la version aquatique d'un « zoo pour enfants ».
Ces « bassins à caresses » sont spécialement conçus pour que les jeunes visiteurs puissent y caresser les paisibles poissons qui y évoluent.
Sous la conduite d'éducateurs ou d'animateurs, les enfants peuvent être autorisés à manipuler des étoiles de mer ou des oursins autour d'un bassin de découverte de ces animaux étranges du littoral marin.
Des aquariums publics ont créé des aménagements adaptés à des conditions spéciales pour les animaux vivant dans des environnements extrêmes, tels les animaux polaires.
Les installations polaires sont réfrigérées toute l'année, de sorte que les animaux y trouvent la température de leur milieu naturel ; une basse température de l'air et de l'eau y est entretenue artificiellement pour produire de la glace réelle afin de simuler la banquise.
Des vitres permettent aux visiteurs de voir les animaux semi-aquatiques évoluer sur terre et nager en surface aussi bien que sous l'eau. 
Un aquarium public peut contenir un delphinarium.

## Historique
Le premier aquarium public s'est ouvert à Regent's Park à Londres en 1853. Phineas Taylor Barnum a rapidement suivi avec le premier aquarium américain, ouvert en 1856 sur Broadway à New York. Puis de nombreuses villes suivirent les mêmes exemples, en Europe et en Amérique, et eurent alors leurs aquariums publics.
- en Europe : Concarneau (Marinarium, 1859), Vienne (Wiener Meerwasser Aquarium, 1860-1862), Paris (Jardin d'Acclimatation, 1861-1952), Hambourg (1864-1930), Arcachon (1865), Hanovre (Egestorf Aquarium, 1866-1882), Berlin (Unter den Linden, 1869-1910), Londres (Crystal Palace, 1871-1886), Blackpool (1872), Brighton (1872), Copenhague (Aquarium & Terrarium, 1872-1880), Naples (1874), Francfort sur le Main (1877), Paris (Trocadéro, 1878-1985), Amsterdam (Artis, 1882), Banyuls sur Mer (1882), Plymouth (1888-1998), Lisbonne (Aquário Vasco de Gama, 1898) ;
- en Amérique : Boston (Aquarial Gardens, 1859-1863), Washington (National Aquarium, 1873), San Francisco (Woodward's Garden, 1873-1890), New York (The Great New York Aquarium, 1876-1880), Woods Hole (Science Aquarium, 1885), New York (Battery Park, 1896-1941), La Jolla (Scripps, 1903), Detroit (Belle Isle, 1904-2005), Honolulu (Waikiki Aquarium, 1904), Philadelphie (Fairmount Water Works, 1911-1962), Boston (South Boston Aquarium, 1912-1954), Chicago (Lincoln Park Aquarium, 1923-1937), San Francisco (Steinhart Aquarium, 1923), Buffalo (Museum of Science Aquarium, 1929-1976), Chicago (Shedd Aquarium, 1929).

La plupart des aquariums publics sont situés près de l'océan, pour un approvisionnement régulier en eau de mer naturelle. Une ville pionnière fut Chicago qui recevait l'eau de mer embarquée par les chemins de fer dans des wagons spéciaux.
Les aquariums publics importants sont souvent affiliés avec des établissements océanographiques de recherches ou conduisent leurs propres programmes de recherche et sont souvent spécialisés pour une espèce ou un écosystème qui peuvent être rencontrés dans les eaux locales.
En tant qu'institutions scientifiques, l'histoire des aquariums publics est concomitante de la création des stations marines durant la seconde moitié du XIXe siècle et le tout début du XXe siècle.
Ainsi, c'est celui de l'Institut Océanographique de Monaco, ouvert en 1910, que l'on peut considérer comme le premier aquarium scientifique moderne.
L'Exposition coloniale internationale de 1931 verra apparaître l'un des plus célèbres aquariums français, l'aquarium Tropical du musée des Arts Africains et Océaniens, à Paris.

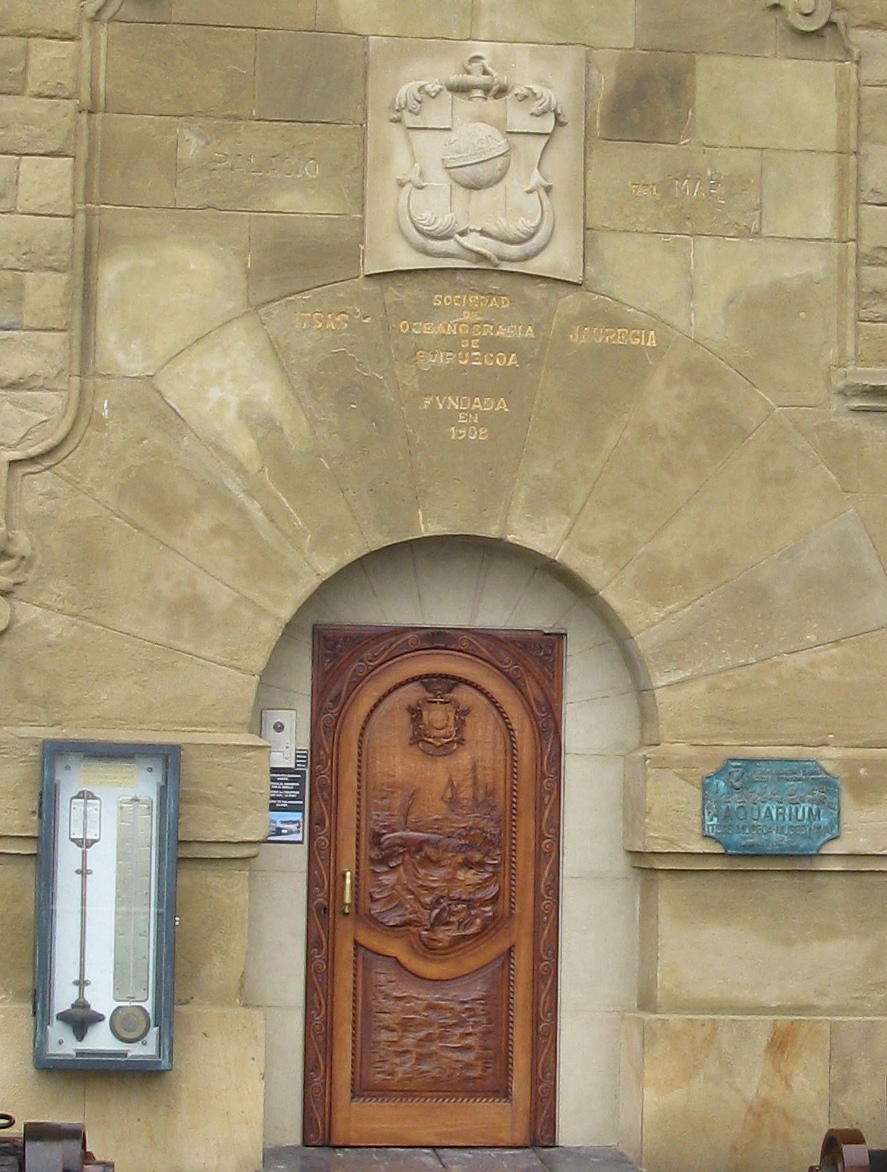
Porte de l'Aquarium-Musée de la Mer de Donostia-SanSebastian (Pays basque espagnol, 1908).
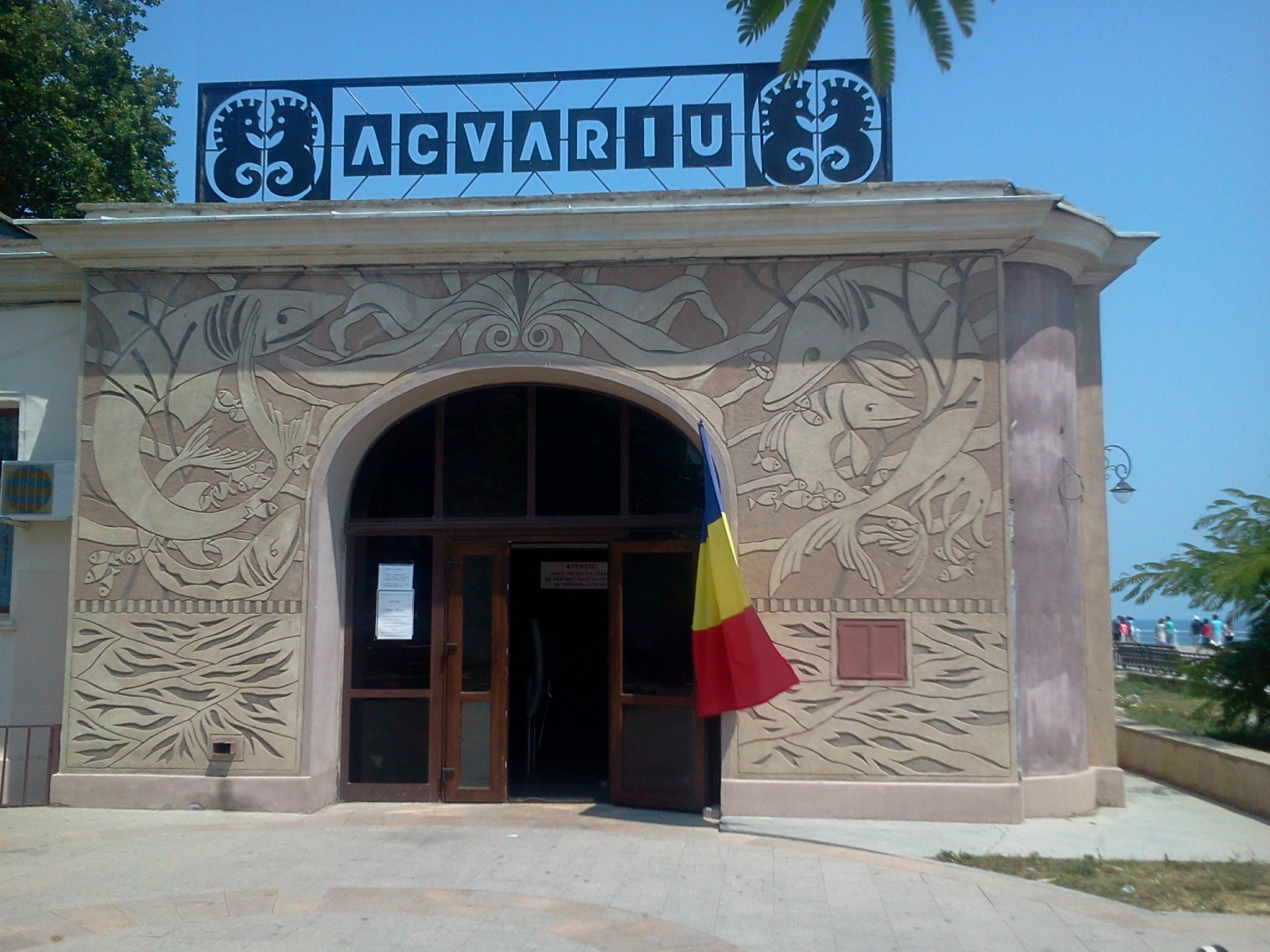
Aquarium de Constanța (Roumanie)
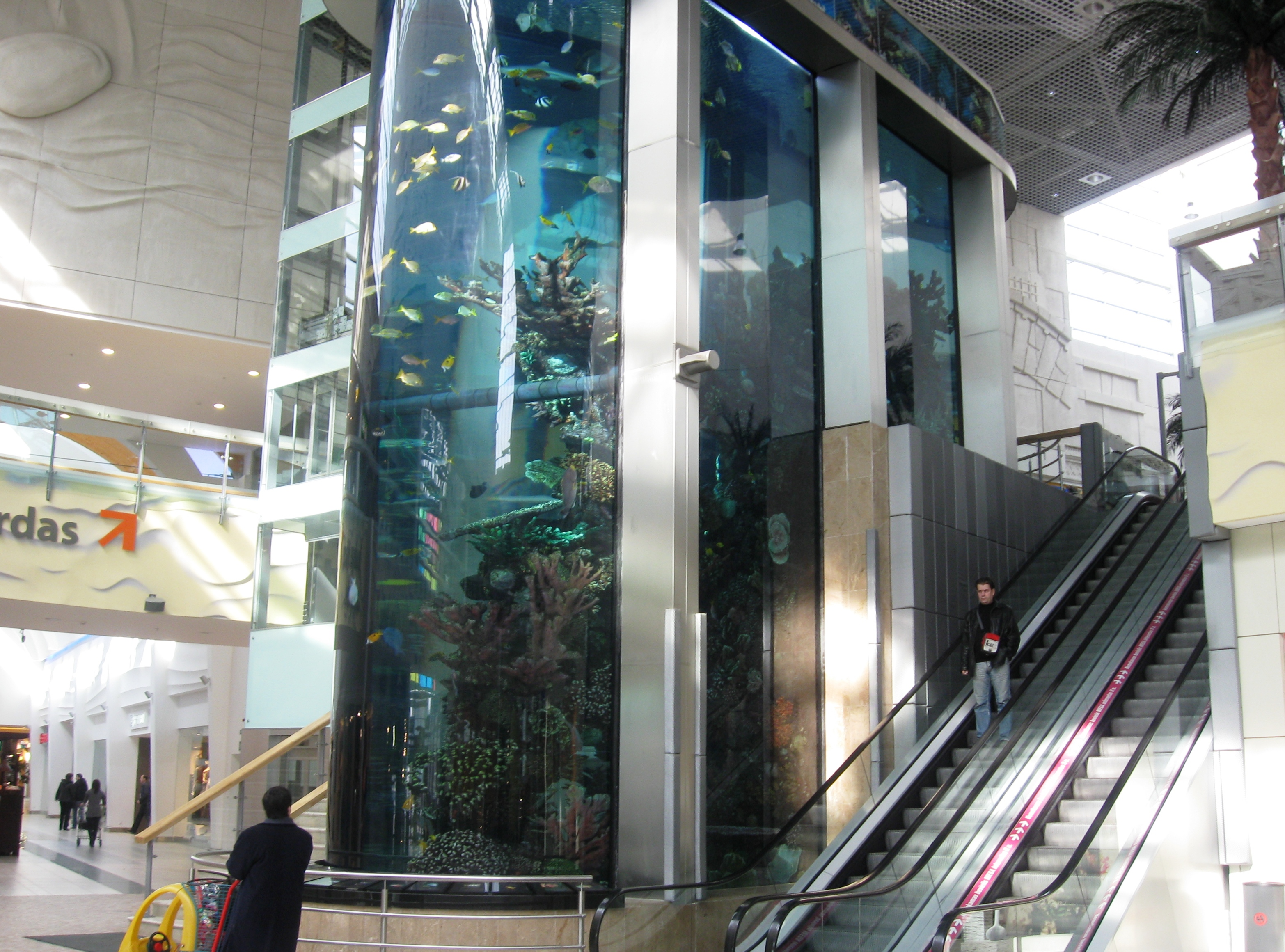
Aquarium dans un centre commercial à Kaunas (Lituanie).
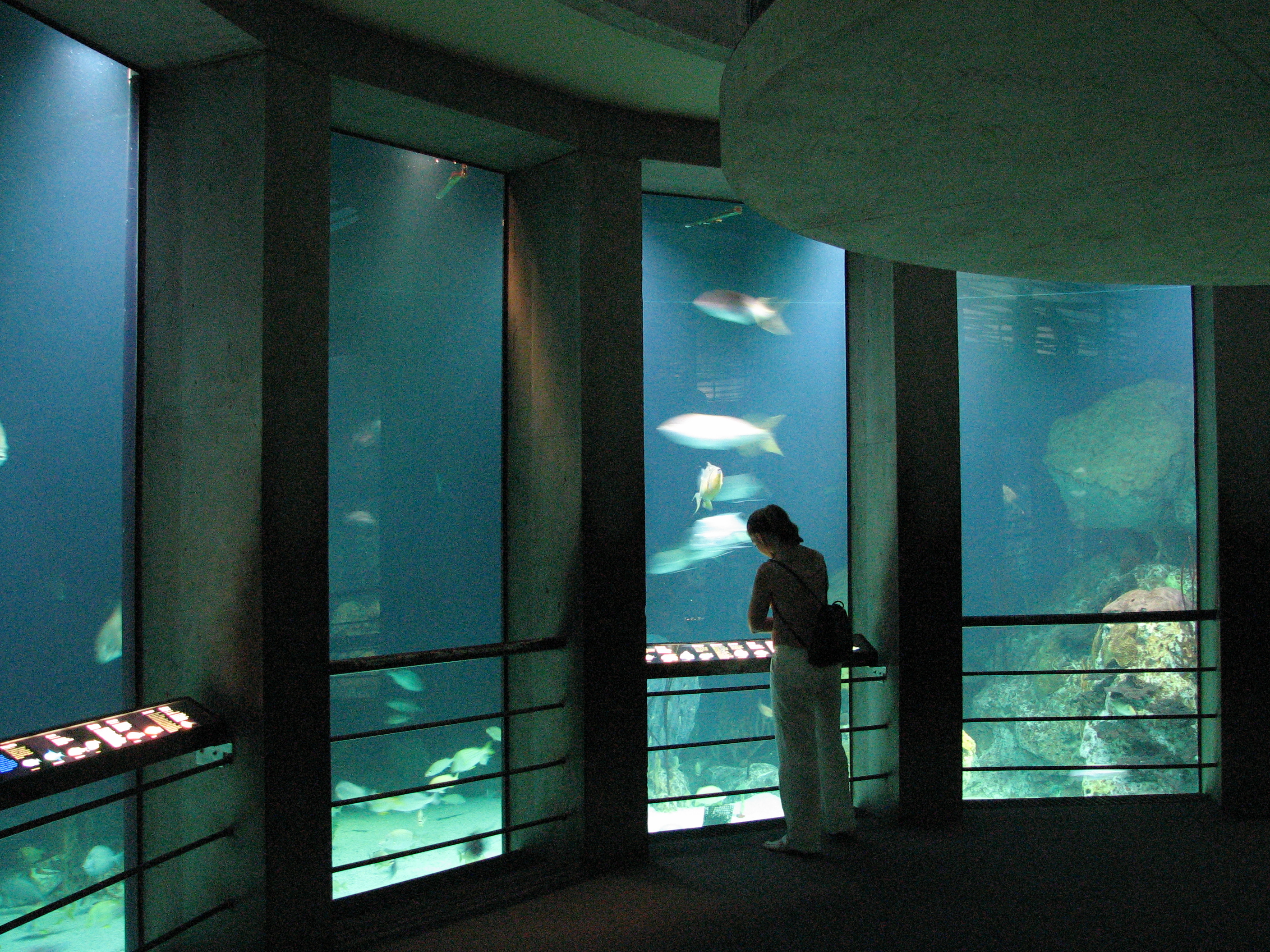
Aquarium national de Baltimore (États-Unis).
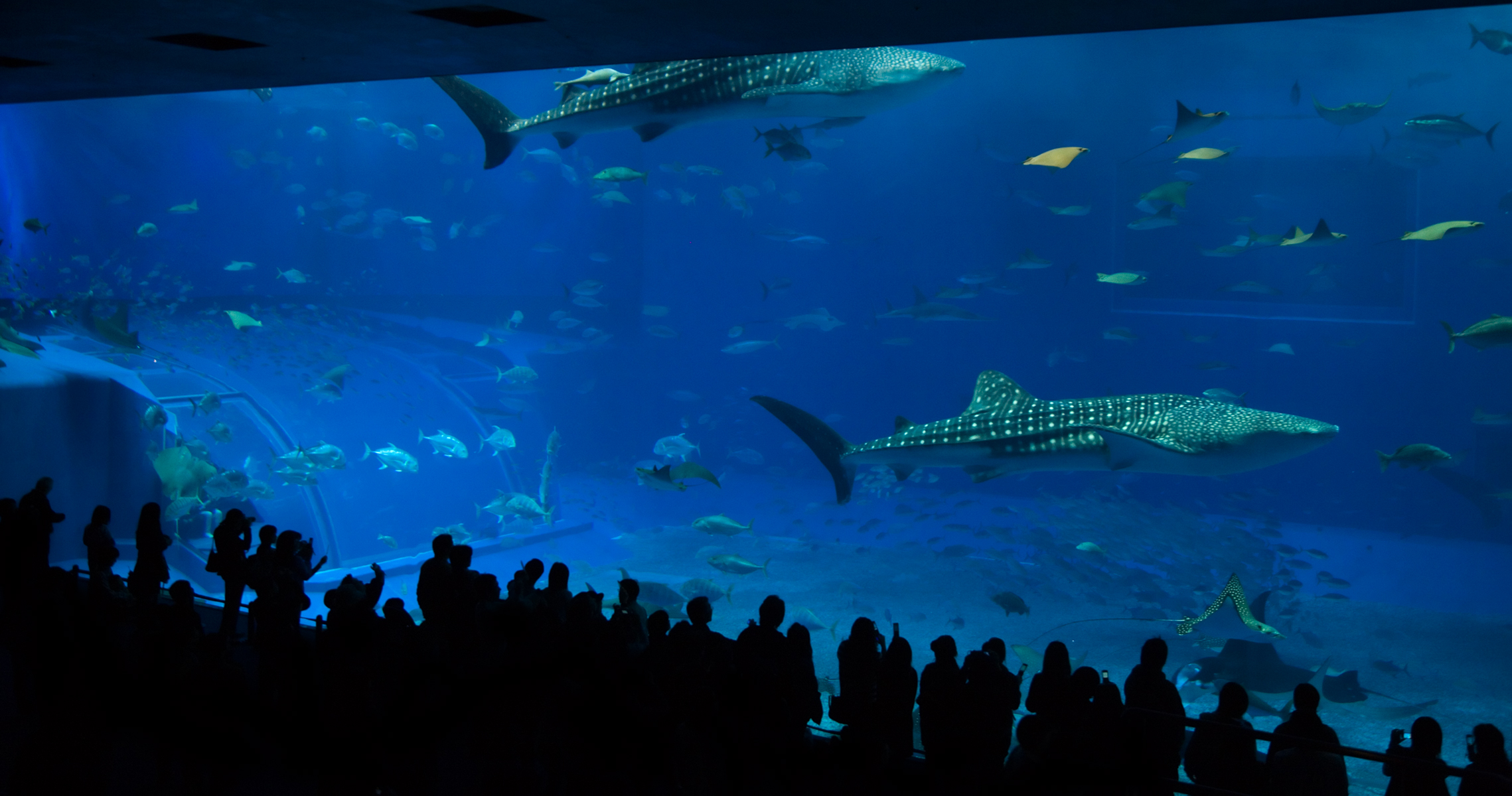
Aquarium Churaumi d'Okinawa (Japon).
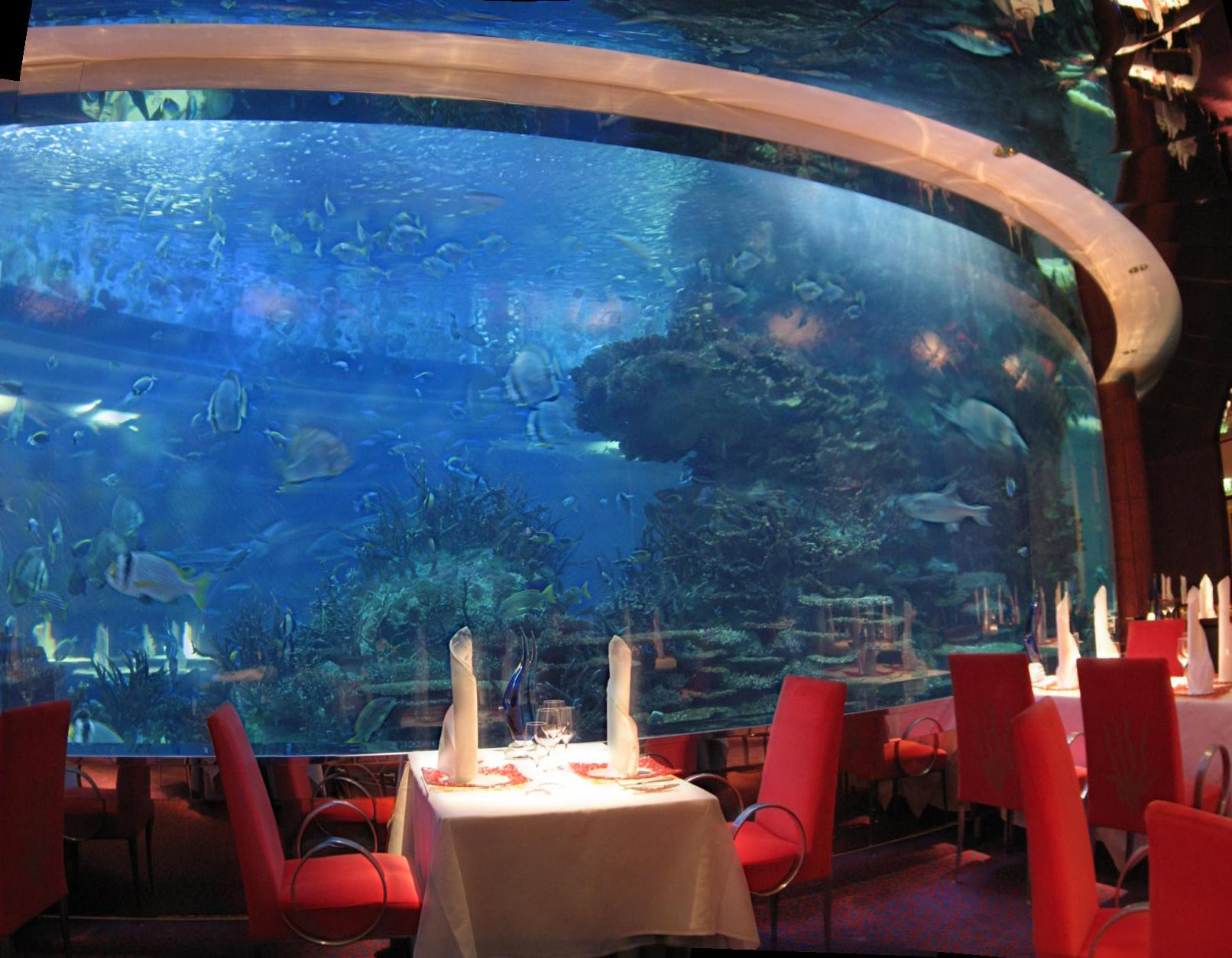
Aquarium dans un restaurant de l'hôtel Burj-al-Arab à Dubaï.

## Quelques aquariums dans le monde
L'Europe compte désormais de grands aquariums, comme l'Allemagne avec ceux de Berlin ou de Düsseldorf, l'Espagne avec l'Oceanogràfic intégré dans la Cité des arts et des sciences à Valence ou le Portugal avec l'Oceanário à Lisbonne. Il en est de même pour la Turquie avec l'aquarium d'Istanbul, situé dans la partie européenne d'Istanbul.
Mais, c'est surtout aux États-Unis et au Japon où l'on rencontre les plus grands aquariums spectaculaires devenus des oceanariums.
L'aquarium Kaiyukan d'Osaka, par exemple, détient un réservoir de 5 400 m2 et une collection d'environ 580 espèces de la vie aquatique.
Le Shedd Aquarium de Chicago met en valeur un aquarium individuel de 7,7 millions de litres.
L'aquarium de Géorgie, ouvert en 2005 à Atlanta aux États-Unis, contient au total plus de 30 millions de litres d'eau douce et de mer, et présente plus de 100 000 animaux de 500 espèces différentes. L'aquarium de l'Académie des Sciences de Californie à San Francisco, situé dans un nouveau bâtiment inauguré en 2008, mesure plus de 7 mètres de hauteur et abrite plus de 3 000 poissons exotiques dans un écosystème d'un récif corallien.
L'un des plus grands aquariums du monde se trouve à Dubaï (avec un volume de 10 millions de litres). Ouvert en 2008, le Dubai Aquarium & Underwater Zoo est situé en plein milieu du Dubai Mall, un immense centre commercial de 800 000 m², présenté comme le plus grand au monde.

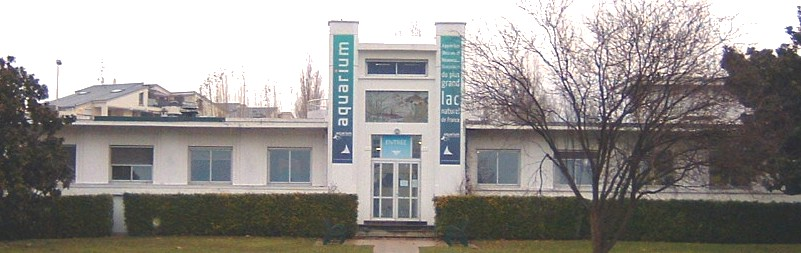
Aquarium du Lac du Bourget à Aix-les-Bains.

### Afrique du Sud
- Aquarium des Deux Océans, Le Cap

### Allemagne
- AquaDom dans un hôtel à Berlin

### Australie
- Aquarium de Melbourne

### Belgique
- Aquatopia à Anvers

### Canada
- Aquarium du Québec
- Aquarium de Vancouver

### Chine
- Aquarium océanique de Shanghai

### Espagne
- L'Oceanogràfic à Valence, le plus grand d'Europe

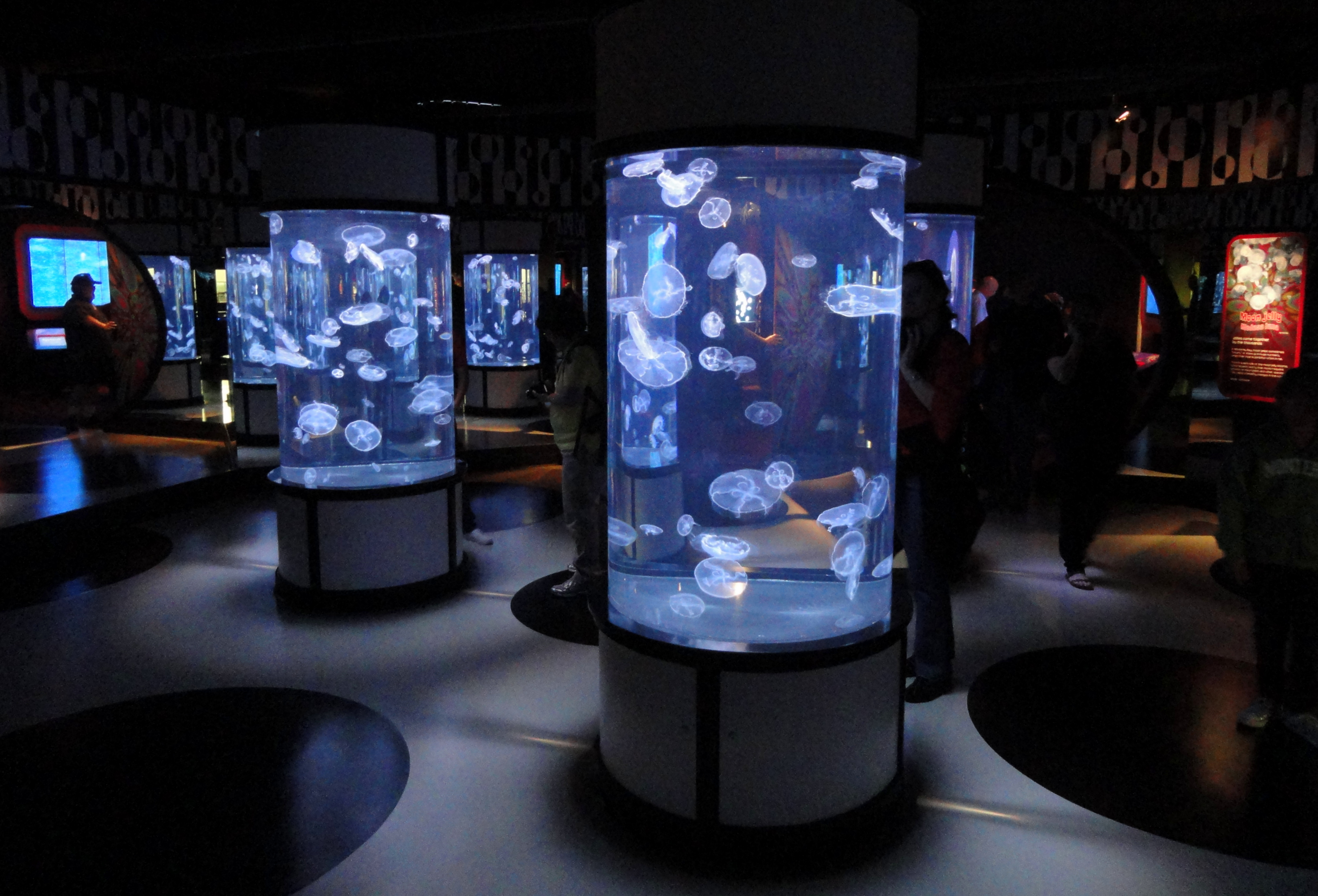
Méduses de l'Aquarium de la baie de Monterey en Californie.

### États-Unis
- Aquarium de Géorgie (Atlanta), le plus grand du monde
- Aquarium John G. Shedd, Chicago
- Aquarium de la baie de Monterey, Monterey, Californie
- Aquarium national de Baltimore, Baltimore, Maryland
- Aquarium de New York, New York
- Aquarium de la California Academy of Sciences

### France
- Aquarium de La Cité de la Mer de Cherbourg
- Aquarium de la Cité des sciences et de l'industrie de la Villette à Paris
- Aquarium La Rochelle
- Aquarium du Cap d'Agde au Cap d'Agde
- Aquarium du Biodiversarium à Banyuls-sur-Mer
- Aquarium du Limousin à Limoges
- Aquarium de Lyon à La Mulatière
- Aquarium du Lac du Bourget à Aix-les-Bains
- Aquarium du palais de la Porte-Dorée à Paris (XIIe)
- Aquarium du Périgord noir à Le Bugue
- Sea Life Paris Val d'Europe à Serris (Val d'Europe)
- Aquarium Sealand à Noirmoutier-en-l'Île
- Aquarium du Trocadéro à Paris
- Aquarium marin de Trégastel
- Grand aquarium Saint-Malo
- Institut océanographique à Paris
- Maison de la pêche et de la nature à Levallois-Perret
- Planet Ocean à Montpellier
- Maréis, Centre de découverte de la pêche en Mer à Étaples
- Marineland d'Antibes
- Aquarium de Biarritz
- Nausicaá - Centre national de la mer à Boulogne-sur-Mer
- Océanopolis à Brest
- Océarium du Croisic
- Seaquarium du Grau-du-Roi

### Italie
- Aquarium de Gênes
- Aquarium municipal de Milan
- Aquarium de Naples

### Japon
- Aquarium Churaumi d'Okinawa, le deuxième plus grand du monde
- Aquarium Kaiyukan, Osaka
- Aquarium du port de Nagoya
- Aquarium de Sumida, Tokyo
- Aqua park shinagawa, Tokyo

### Monaco
- Musée océanographique de Monaco

### Nouvelle-Zélande
- National Aquarium of New Zealand, Napier
- Kelly Tarlton's Sea Life Aquarium, Auckland

### Pays-Bas
- Deltapark Neeltje Jans, à Vrouwenpolder
- Aquarium de Curaçao, à Willemstad

### Pologne
- Akwarium Gdyńskie, Gdynia
- Aquarium, Cracovie
- Fokarium, Hel

### Portugal
- Oceanário, Lisbonne
- Aquário Vasco da Gama, Dafundo (Lisbonne)
- Fluviário de Mora, Mora
- Estação Litoral da Aguda, Vila Nova de Gaia
- Aquamuseu do Rio Minho, Vila Nova de Cerveira

### Singapour
- Underwater World, Singapour

### Suisse
- Aquatis, Lausanne

### Turquie
- Aquarium d'Istanbul, Istanbul